# Tanya Stephens
Vivienne Stephenson, bedre kendt som Tanya Stephens er en Reggae/Dancehall sangerinde fra Jamaica.

## Diskografi
- Gangsta blues (2004)